# Michał Karalus
Michał Roman Karalus (ur. 20 września 1952 w Świątnikach) – polski polityk i kulturoznawca, starosta pleszewski (2002-2014).

## Życiorys
Urodził się 20 września 1952 w Świątnikach koło Poznania jako pierworodny syn Karola i Heleny Karalusów. Skończył szkołę podstawową, która mieściła się w Pałacu Raczyńskich w Rogalinie. Następnie uczył się w technikum budowlanym (jego nauczycielem był m.in. Milan Kwiatkowski (1938–1999) – kierownik literacki Teatru Nowego w Poznaniu). Po maturze przez dwa lata studiował polonistykę. Przeniósł się na kulturoznawstwo na Uniwersytecie im. Adama Mickiewicza w Poznaniu, które ukończył zdobywając tytuł magistra kulturoznawstwa. W czasie studiów był członkiem Zrzeszenia Studentów Polskich i Związku Młodzieży Wiejskiej Wici. Przeprowadził się do Elbląga, a następnie do Borku, gdzie został kierownikiem Domu Kultury. Jednocześnie publikował artykuły w „Tygodniku Ludowym”. W Borku założył ZMW Wici i zapisał się do Zjednoczonego Stronnictwa Ludowego. Został kierownikiem pracowni etnograficzno-historycznej w Gołuchowie. Poznał działaczy ZSL-u: Wiktora Grodzkiego i Andrzeja Grzyba. Był szefem Rady Programowej Kaliskiego Uniwersytetu Chłopskiego prowadzonego przez Związek Młodzieży Wiejskiej. 2 grudnia 1988 został kierownikiem Zespołu Pałacowo-Parkowego w Dobrzycy jako oddziału Muzeum Narodowego w Poznaniu. Napisał Chłopak ze Strzyżewa: młodość Stanisława Mikołajczyka 1901–1930 (Pleszew, 1993). W latach 1999–2002 był wicestarostą pleszewskim z ramienia PSL-u. W 2002 został starostą pleszewskim i na tym stanowisku pozostał do 2014. W styczniu 2006 został zastępcą członka Komitetu Regionów (wyznaczony przez Związek Powiatów Polskich). Otrzymał tytuł Europejczyka Roku 2010. Organizował zbiórkę darów dla rewolucji na Ukrainie (zwanej Euromajdanem).

## Podejrzenie o współpracę z SB
Na początku listopada 2009 roku w Biuletynie Informacji Publicznej IPN opublikowano informację o zarejestrowaniu go przez Służbę Bezpieczeństwa w 1987 jako tajnego współpracownika (TW Konrad). Po nagłośnieniu sprawy przez „Głos Wielkopolski” (10–11 listopada 2009) i „Ziemię Kaliską” (13 listopada 2009) 16 listopada wydał oświadczenie w którym zdecydowanie zaprzeczył współpracy z SB. W powiadomieniu datowanym na 31 grudnia 2011 prokurator Oddziałowego Biura Lustracyjnego IPN w Łodzi, Jarosław Chrzęst poinformował podejrzanego o wyniku przeprowadzonego śledztwa, które nie dostarczyło podstaw do złożenia wniosku o wszczęcie postępowania lustracyjnego w związku z treścią złożonego przez Pana oświadczenia lustracyjnego.

## Odznaczenia
- Złoty i Srebrny Krzyż Zasługi
- Medal Wincentego Witosa
- Brązowy Medal „Za zasługi dla obronności kraju”
- Odznaka „Zasłużony Działacz Kultury”
- Odznaka honorowa „Za zasługi dla województwa wielkopolskiego”
- Złota Odznaka Związku Młodzieży Wiejskiej
- Złota Odznaka „Zasłużony Działacz LOK”
- Odznaka Zasłużony dla Ochrony Przeciwpożarowej
- Odznaka Polskiego Związku Pszczelarskiego

## Życie prywatne
Pasjonat pszczelarstwa, literatury pięknej i turystyki kajakowej.